# Glomeropitcairnia
Glomeropitcarnia es un género de plantas con flores de la familia  Bromeliaceae, subfamilia Tillandsioideae.  Este grupo de plantas ha sido clasificado como un género dentro de la subfamilia Pitcairnioideae, pero modernos análisis de ADN lo incluyen más como miembro de Tillandsioideae, la mayoría relacionada con los géneros Guzmania y Mezobromelia.  Hay solamente dos especies de este género G. penduliflora y G. erectiflora, ambas de la región del Caribe y Venezuela.

## Taxonomía
El género fue descrito por Mez y publicado en Bulletin de l'Herbier Boissier, sér. 2, 5: 232. 1905. La especie tipo es: Glomeropitcairnia penduliflora Mez
Etimología
Encholirium: nombre genérico compuesto que proviene del latín "glomero" = (que forma una bola) y el género Pitcairnia.

## Especies aceptadas
A continuación se brinda un listado de las especies del género Glomeropitcairnia aceptadas hasta octubre de 2013, ordenadas alfabéticamente. Para cada una se indica el nombre binomial seguido del autor, abreviado según las convenciones y usos.
- Glomeropitcairnia penduliflora Mez
- Glomeropitcairnia erectiflora  (Griseb.) Mez